# Малышев, Алексей Александрович
Алексей Александрович Малышев — советский хозяйственный, государственный и политический деятель, Герой Социалистического Труда.

## Биография
Родился в 1938 году в селе Славское. Член КПСС.
С 1961 года — на хозяйственной, общественной и политической работе. В 1961—2006 гг. — проходчик, звеньевой, бригадир проходчиков строительно-монтажного управления № 15 Управления строительства Ленинградского метрополитена Министерства транспортного строительства СССР в городе Ленинграде.
За внедрение годовых планов загрузки бригад и поточных методов строительства был в составе коллектива удостоен Государственной премии СССР за выдающиеся достижения в труде 1980 года.
Указом Президиума Верховного Совета СССР от 8 июня 1983 года присвоено звание Героя Социалистического Труда с вручением ордена Ленина и золотой медали «Серп и Молот».
Живёт в Санкт-Петербурге.